# Melina Mercouri
Melina Mercouri (gr. Μελίνα Μερκούρη, Melina Merkuri), właśc. Maria Amalia Merkuri (gr. Μαρία Αμαλία Μερκούρη; ur. 18 października 1920 w Atenach, zm. 6 marca 1994 w Nowym Jorku) – grecka piosenkarka, aktorka i polityczka.

## Życiorys
Debiutowała w jednym z ateńskich teatrów w 1944. Jako aktorka znana jest z filmu Nigdy w niedzielę, w którym śpiewała utwór Dzieci Pireusu. Za tę rolę została w 1961 nominowana do Oscara w kategorii najlepsza rola kobieca; Oscara natomiast otrzymała za Dzieci Pireusu w kategorii najlepsza piosenka filmowa. W 1966 wyszła za mąż za amerykańskiego reżysera Julesa Dassina.
Za rządów junty wojskowej była zmuszona w 1967 wyjechać na emigrację do Francji. Po upadku dyktatury w 1974 powróciła do Grecji.
Działała w partii PASOK. Od 1977 aż do śmierci sprawowała mandat posłanki do Parlamentu Grecji. W 1981 została pierwszą kobietą minister kultury Grecji (w rządzie Andreasa Papandreu). Sprawowała ten urząd do 1989 i później w 1993. 13 maja 1985 podczas spotkania Rady Europejskiej przedstawiła ideę zintegrowania Europejczyków za pomocą kultury, co doprowadziło do powstania inicjatywy Europejskich Miast Kultury, a potem Europejskiej Stolicy Kultury. Czyniła starania w sprawie powrotu tzw. marmurów Elgina na Akropol ateński.
Zachorowała na raka płuca.

## Filmografia
- 1978 Krzyk kobiet (Κραυγή γυναικών) jako Maya / Medea
- 1977 Brzydkie zwyczaje (Nasty Habits) jako siostra Gertrudea
- 1975 Bez zobowiązań (Jacqueline Susann's Once Is Not Enough) jako Karla
- 1974 The Rehearsal
- 1971 V.I.P.-Schaukel jako piosenkarka
- 1970 Obietnica poranka (Promise at Dawn) jako Nina Kacew
- 1969 Ale zabawa (Gaily, Gaily) jako Queen Lil
- 1966 O wpół do jedenastej wieczór, latem (10:30 P.M. Summer) jako Maria
- 1966 A Man Could Get Killed jako Aurora / Celeste da Costa
- 1965 Pianole (Los Pianos mecánicos) jako Jenny
- 1964 Topkapi jako Elizabeth Lipp
- 1963 Zwycięzcy (The Victors) jako Magda
- 1963 Canzoni nel mondo jako ona sama
- 1962 Fedra (Phaedra) w roli tytułowej
- 1961 Niech żyje Henryk IV… niech żyje miłość (Vive Henri IV… vive l’amour!)
- 1961 Sąd ostateczny (Il giudizio universale) jako cudzoziemka
- 1960 Nigdy w niedzielę (Ποτέ την κυριακή) jako Ilya
- 1958 Cyganka i dżentelmen (The Gypsy and the Gentleman) jako Belle
- 1958 Prawo (La legge) jako donna Lucrezia
- 1957 Ten, który musi umrzeć (Celui qui doit mourir) jako Katerina
- 1956 Cinépanorama gościnnie jako ona sama (1958)
- 1955 Stella w roli tytułowej